# Isohypsibius hydrogogianus
Isohypsibius hydrogogianus är en djurart som tillhör fylumet trögkrypare, och som beskrevs av Ito och Tagami 1993. Isohypsibius hydrogogianus ingår i släktet Isohypsibius och familjen Hypsibiidae. Inga underarter finns listade i Catalogue of Life.